# Стокхолм (Висконсин)
Стокхолм (енгл. Stockholm) град је у америчкој савезној држави Висконсин.

## Демографија
По попису из 2010. године број становника је 66, што је 31 (-32,0%) становника мање него 2000. године.
| Група             | 2000.       | 2010.       |
| Белци             | 97 (100,0%) | 66 (100,0%) |
| Афроамериканци    | 0 (0,0%)    | 0 (0,0%)    |
| Азијати           | 0 (0,0%)    | 0 (0,0%)    |
| Хиспаноамериканци | 0 (0,0%)    | 0 (0,0%)    |
| Укупно            | 97          | 66          |